# Neculai Asandei
Neculai Asandei (n. 21 iunie 1928, Timișești, Neamț – d. 15 februarie 1999, Iași) a fost un inginer chimist român, membru corespondent al Academiei Române din 1991.